# Associazione Sportiva Dilettantistica Cairese
La Associazione Sportiva Dilettantistica Cairese es un club de fútbol de Italia, con sede en Cairo Montenotte, en la región de Liguria. Fue fundado en 1919 y fue refundado en varias ocasiones. Compite en la Serie D, cuarta categoría del fútbol italiano.

## Historia
Fue fundada en 1919 y afiliada a la Federación Italiana de Fútbol (F.I.G.C.) en el 1941. Del 1980 al 1985, consiguió tres campeonatos en cinco años, y pasó de jugar de la primera categoría regional de Liguria a la Serie C2.

## Estadio
El estadio de la Cairese es el Stadio Comunale "Cesare Brin", que posee pasto natural.

## Palmarés

### Torneos nacionales
- Campionato Interregionale (1): 1984-85 (Grupo A)

### Torneos regionales
- Promozione Liguria (4): 1981-82 (Grupo A), 1990-91 (Grupo A), 1999-00 (Grupo A), 2017-18 (Grupo A)
- Prima Categoria Liguria (2): 1962-63 (Grupo A), 1980-81 (Grupo A)